# Гремерсдорф-Буххольц
Гремерсдорф-Бухгольц (нем. Gremersdorf-Buchholz) — община в Германии, в земле Мекленбург-Передняя Померания.
Входит в состав района Северная Передняя Померания. Подчиняется управлению Францбург-Рихтенберг.  Население составляет 709 человек (на 31 декабря 2010 года). Занимает площадь 49,99 км².